# Justicia pringlei
Justicia pringlei är en akantusväxtart som beskrevs av Robinson. Justicia pringlei ingår i släktet Justicia och familjen akantusväxter. Inga underarter finns listade i Catalogue of Life.